# Круш, Михаил Кондратьевич
Михаил Кондратьевич Круш (род. 6 января 1953) — командующий войсками ПВО Сухопутных войск Вооружённых Сил РФ (2008—2010), генерал-майор.

## Биография
Михаил Кондратьевич Круш родился в селе Орел Мамлютского района Северо-Казахстанской области 6 января 1953 года. Окончил среднюю школу в 1970 году. В 1974 году окончил Полтавское высшее зенитное артиллерийское командное училище. После окончания училища проходил службу на должностях командира взвода, командира батареи в Группе советских войск в Германии в период с 1974 по 1979 г. С 1979 по 1983 гг. — заместитель начальника штаба зенитного ракетного полка в Дальневосточном военном округе. В 1983 году поступил, а в 1986 году окончил Военную академию противовоздушной обороны Сухопутных войск имени Маршала Советского Союза Василевского А.М. (Киев). С 1986 по 1991 гг. — на должностях заместителя командира и командира полка в Московском военном округе. С 1991 по 1995 г. — заместитель начальника войск ПВО Московского военного округа. В 1997 году окончил Военную академию Генерального штаба ВС РФ.
С 1997 года — начальник штаба — первый заместитель начальника войск противовоздушной обороны Забайкальского военного округа. С 1999 по 2001 гг. — начальник войск ПВО Сибирского военного округа. С 2001 г. — начальник войск противовоздушной обороны Московского военного округа. Указом президента Российской Федерации от 24 ноября 2008 г. назначен на должность начальника войсковой ПВО ВС РФ, которую исполнял до 2010 года.
Воинское звание «генерал-майор» присвоено 22 декабря 1999 года.
Женат, имеет двоих детей.

## Награды
Награждён орденами «Красной Звезды» и «За личное мужество», медалями.